# Ниро Вульф
Ниро (Нерон) Вульф (англ. Nero Wolfe) — частный детектив, вымышленный персонаж цикла детективных романов американского писателя Рекса Стаута, один из популярнейших персонажей американской массовой культуры. Ниро Вульф вместе со своим помощником Арчи Гудвином появляются в 33 романах и 39 повестях.

## Описание персонажа
Ниро Вульф родился в Черногории, а в США прибыл в 1930 году. До Первой мировой войны он был шпионом и выполнял задания по поручению австро-венгерского правительства, служил в армии Черногории, затем завербовался в американский корпус. В 1916 году он жил в Загребе, где чуть не умер от голода. В рассказе «Убийство полицейского» упоминается, что Вульф получил документы о натурализации (то есть американское гражданство) за двадцать четыре года до происходящих в рассказе событий. Рассказ был опубликован в 1951 году, но события в нём происходят немного раньше — но не раньше 1947 года. Таким образом, Вульф натурализовался ещё до приезда в Америку — с 1923 по 1927 год. В романе «Чёрная гора», путешествуя по Черногории вместе с Гудвином, Вульф показывает ему дом, где он родился.
В романе «Через мой труп» Вульф говорит, что родился в США. В письме своему биографу Стаут сообщает, что он был вынужден сделать это изменение текста по настоянию редакции журнала The American Magazine.

## Внешность Вульфа
Одна из примечательнейших черт облика Вульфа — чрезмерная полнота и вес. Гудвин неоднократно упоминает «одну седьмую тонны», «двести шестьдесят четыре фунта живого веса». Живот Вульфа описывается как «вместилище пяти фунтов отборной ветчины, персиков, сливок и половины яичницы из семи яиц», предмет «побольше нашего сорокадвухдюймового глобуса». Голова Вульфа огромной величины, с очень широким лбом. Волосы чёрные, с проседью. Великолепные зубы. Несколько обвисшие щёки.
В рассказе «Требуется мужчина» Вульф даёт объявление (действие рассказа происходит во время Второй Мировой войны) в газете «Стар»:
 ТРЕБУЕТСЯ МУЖЧИНА весом 260−270 фунтов, ростом около 5 футов 11 дюймов, 45−55 лет, европеоидной наружности, талия не больше 48 дюймов, способный вести активный образ жизни.

Гудвин, прочтя это объявление в газете, советуется с Фрицем, и тот подтверждает, что это «точное описание мистера Вульфа».
В метрической системе мер: вес Вульфа 118−122 кг, а рост 180 см; талия — 122 см.
Роман «Окончательное решение»: «Вульф опустил свои двести восемьдесят пять фунтов в кресло».

## Штат
Помимо самого Вульфа, в его особняке постоянно проживают трое человек.

### Арчи Гудвин
Арчи Гудвин (англ. Archie Goodwin) — сыщик, правая рука и секретарь Вульфа. У него огромное число обязанностей: шофёр, телохранитель, привратник, охранник, мальчик на побегушках и так далее. Но сам Гудвин признаётся, что основная часть его оклада платится ему за то, чтобы держать Вульфа в рабочем тонусе. Глядя на взаимоотношения детективов, нельзя избавиться от ощущения, что они образовали устойчивый тандем, и просто не могут обходиться друг без друга. И это при том, что оба усердно изводят и дразнят друг друга, а также оттачивают друг на друге детективное мастерство. Например, Гудвин зорко следит, не мухлюет ли Вульф с подсчётом крышечек от пива в конце недели, а Вульф пресекает попытки Гудвина слинять на танцы в клуб «Фламинго» под благовидным предлогом. Вульф ни за что не выкинет в мусорную корзину «лишнюю» выпитую бутылку пива, если Гудвин находится рядом в кабинете, зато Гудвин легко уличает его в этом «преступлении» по пустому стакану на столе.
В первом романе цикла упоминается, что Арчи работает на Вульфа вот уже семь лет и познакомился с ним в то время, когда его бросила подруга, и он переживал сложные времена. От его лица ведётся повествование во всём цикле романов.
У Арчи блестящая память, он способен практически дословно запоминать многочасовые разговоры со свидетелями и подозреваемыми. Кроме того он отличается находчивостью и хорошим чувством юмора, умело дерётся и не боится рисковать. Ранее, до встречи с Вульфом, он увлекался живописью. У Арчи, как и его шефа, имеется лицензия частного детектива. Ему отведена важная роль в романах — именно Арчи выполняет всю черновую работу, занимаясь активной стороной расследования и сбором информации, после чего, на основе собранных им данных, Вульф вычисляет преступника.
Арчи родом из штата Огайо. Его комната «соседствует со спальней хозяина» (Вульфа), причём в комнате его шефа установлена сигнализация, которая ночью извещает о том, что кто-то открыл дверь или окно комнаты, таким образом Арчи является и телохранителем Вульфа. Позднее говорится, что комната Гудвина расположена прямо над комнатой Вульфа. Арчи питается за одним столом с Вульфом, за исключением завтрака, который Вульф принимает у себя. Он достаточно равнодушен к алкоголю и предпочитает ему молоко. Помимо Арчи, Вульф периодически прибегает к услугам других сыщиков — Сола Пензера, Фреда Даркина и Орри Кэтера (в более ранних произведениях встречались также Билл Гор и Джонни Кимз, чьи черты характера в дальнейшем «унаследовал» Орри Кэтер). Иногда он сотрудничает с Дол Боннер (Теодолиндой Боннер) и её сотрудницей Салли Колт, привлекая их в случае необходимости использования оперативного работника-женщины.

### Фриц Бреннер
Фриц Бреннер (англ. Fritz Brenner) — повар. Так как требования Вульфа к качеству приготовленных блюд очень высоки, он нанял профессионального повара. Фриц родом из Швейцарии и живёт в подвальном помещении дома Вульфа (хотя в первом романе Стаут сообщает, что его комната расположена через холл от оранжереи). В его комнате находятся бюсты знаменитого повара Эскофье и французского политика и гурмана Брийя-Саварена, коллекция из 289 поваренных книг, шкафы со старинной посудой (причём одна из кастрюль якобы принадлежала повару Юлия Цезаря) и голова дикого кабана, подстреленного им в Вогезах. Периодически Фриц берёт на себя роль дворецкого и открывает дверь посетителям. Вульф и Фриц часто спорят на кулинарные темы. В большинстве произведений предполагается, что Фриц ведёт всё домашнее хозяйство Вульфа, в частности, убирает помещения, вытирает пыль и тому подобное, но в романе «Умолкнувший оратор», наряду с другими «постоянными» домочадцами Вульфа, упоминается уборщик Чарли. В повести «Умри, как собака» Стаут пишет, что у Фрица есть черепаха.

### Теодор Хорстманн
Теодор Хорстманн (англ. Theodore Horstmann) — садовник. Помогает Вульфу ухаживать за орхидеями. Теодор родом из Иллинойса и живёт в комнате около оранжереи. Его внешность — «коротышка с приплюснутым носом» упомянута в рассказе «Подготовка к убийству». В повести «Умри, как собака» упоминается, что Теодор держит в подсобном помещении пару длиннохвостых попугаев.

## Черты характера и привычки

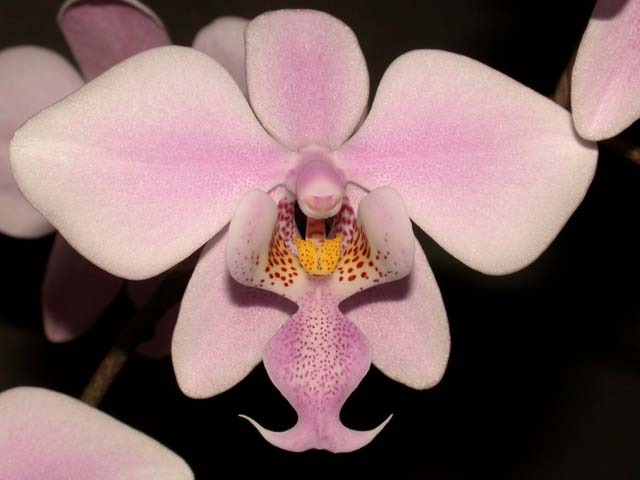
Орхидея фаленопсис

Равно как и героям других детективных романов, Вульфу присуще множество достаточно эксцентричных привычек, которые обычно добавляют остроты повествованию:
- Постоянно утверждается, что Вульф принимает клиентов только у себя в кабинете[16] Он никогда не выходит из дома по причине того, что ненавидит путешествовать и считает автомобили и поезда очень опасными средствами передвижения[17]. В ранних произведениях его ещё можно вытащить из дома для проведения расследования[18][19], но в более поздних он категорически отказывается покидать дом. В некоторых произведениях он нарушает это правило, выбираясь на какое-нибудь кулинарное или цветоводческое мероприятие[20][21][22][23][24] либо под давлением обстоятельств[23][25][26][27][28][29].
- Вульф придерживается довольно жёсткого распорядка дня. Проснувшись в 8 утра, он завтракает у себя в спальне, затем с 9 до 11 утра проводит время в оранжерее вместе с садовником Теодором Хорстманном. Затем в 13.15 следует обед. В 16.00 Вульф снова поднимается в оранжерею и пребывает там до шести часов вечера, после чего в 19.15 или 19.30 наступает время ужина. Промежутки между этими занятиями и вечернее время после ужина Вульф посвящает работе, либо, когда нет клиентов, читает. В воскресенье расписание более свободное. В оранжерею Вульф поднимается либо только один раз, в 16.00, либо не поднимается вообще. В этот день у Фрица выходной. Ланч и обед на себя, Гудвина и Хорстмана Вульф готовит сам[30], его сыскная контора клиентов не принимает.

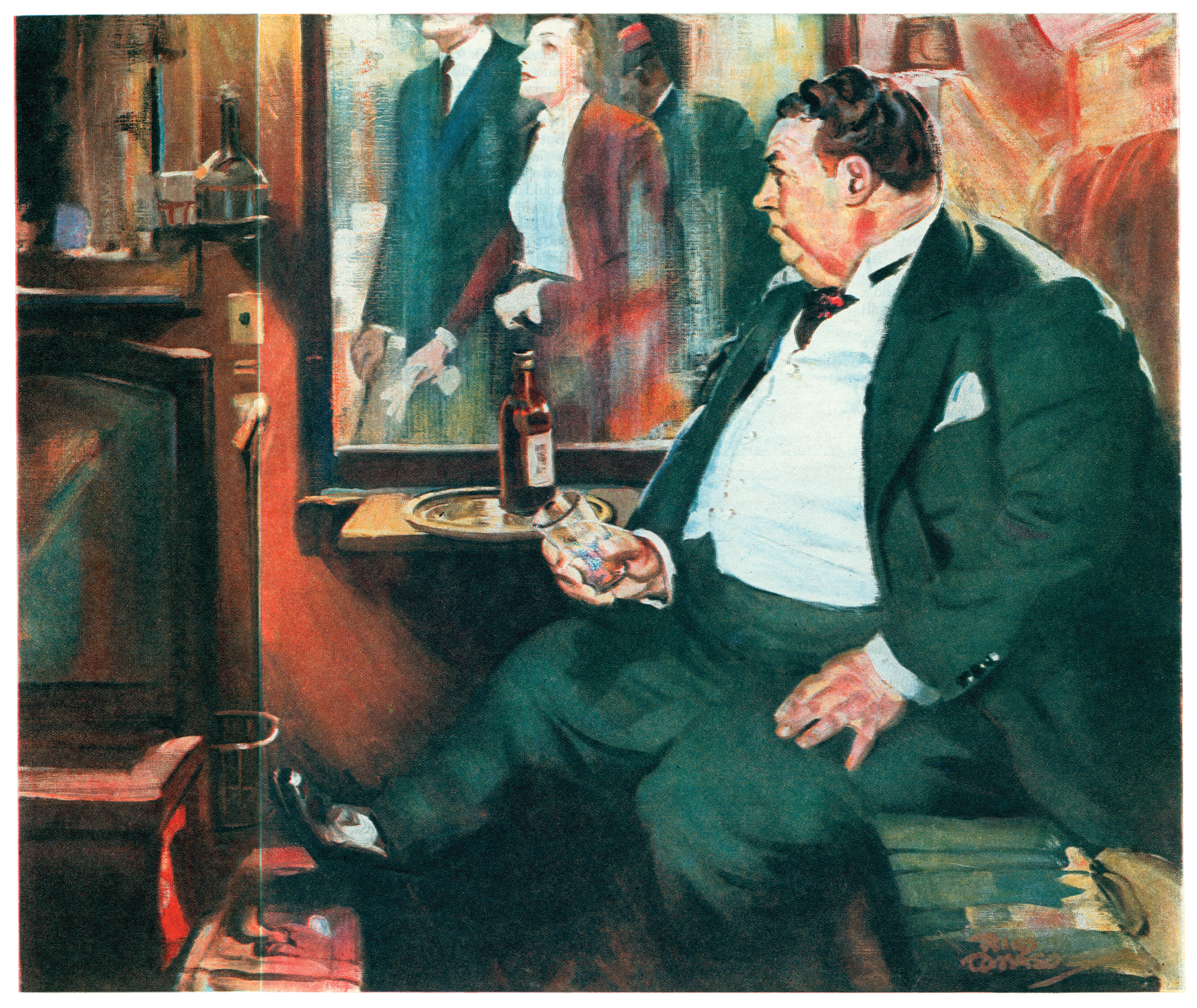
Вулф подавляет свою ненависть к путешествиям и поездам. Иллюстрация Рико Томазо к роману «Слишком много поваров», опубликованному «The American Magazine» в марте 1938 года

- Вульф практически не выходит из дома по делам. Во всех романах Вульф распутывает преступления на основе тех фактов, которые собирают его помощники, и прежде всего Арчи Гудвин. Перед тем, как сделать окончательные выводы, он погружается в своего рода транс — откинувшись в кресле, Вульф закрывает глаза и начинает втягивать и выпячивать губы[31]. Всё это свидетельствует о том, что он мысленно просчитывает все возможные варианты и близок к разгадке. Для читателя это знак, что Вульф уже собрал все нужные ему факты и теперь вычисляет преступника. В этот момент можно попытаться самому догадаться, кто из героев книги совершил преступление. Как правило, это непросто — Вульф учитывает не только упомянутые сведения, но и факты, которые не произошли, хотя ожидались Вульфом. Изредка Вульф использует факты, ещё неизвестные читателям[27][32].
- Страстным увлечением Вульфа являются орхидеи, заботе о которых он посвящает 2 часа утром (с 9 до 11) и 2 часа вечером (с 16 до 18)[33]. На крыше его особняка имеется застеклённая оранжерея, где растут десять тысяч орхидей[34]. Однажды (в романе «Второе признание») по приказу его противника, преступного короля Арнольда Зека, гангстеры расстреляли оранжерею и причинили цветам значительный ущерб. Основу его коллекции составляют каттлейная и онцидиумная группы орхидей, однако есть и дендробиумы и другие орхидеи, а также целый отдел оранжереи посвящён другим тропическим растениям. Большинство редакций русских переводов крайне плохо обращаются с названиями орхидей, часто не соблюдая правила написания латинских названий, а также вообще не понимая принципов формирования названий[35].

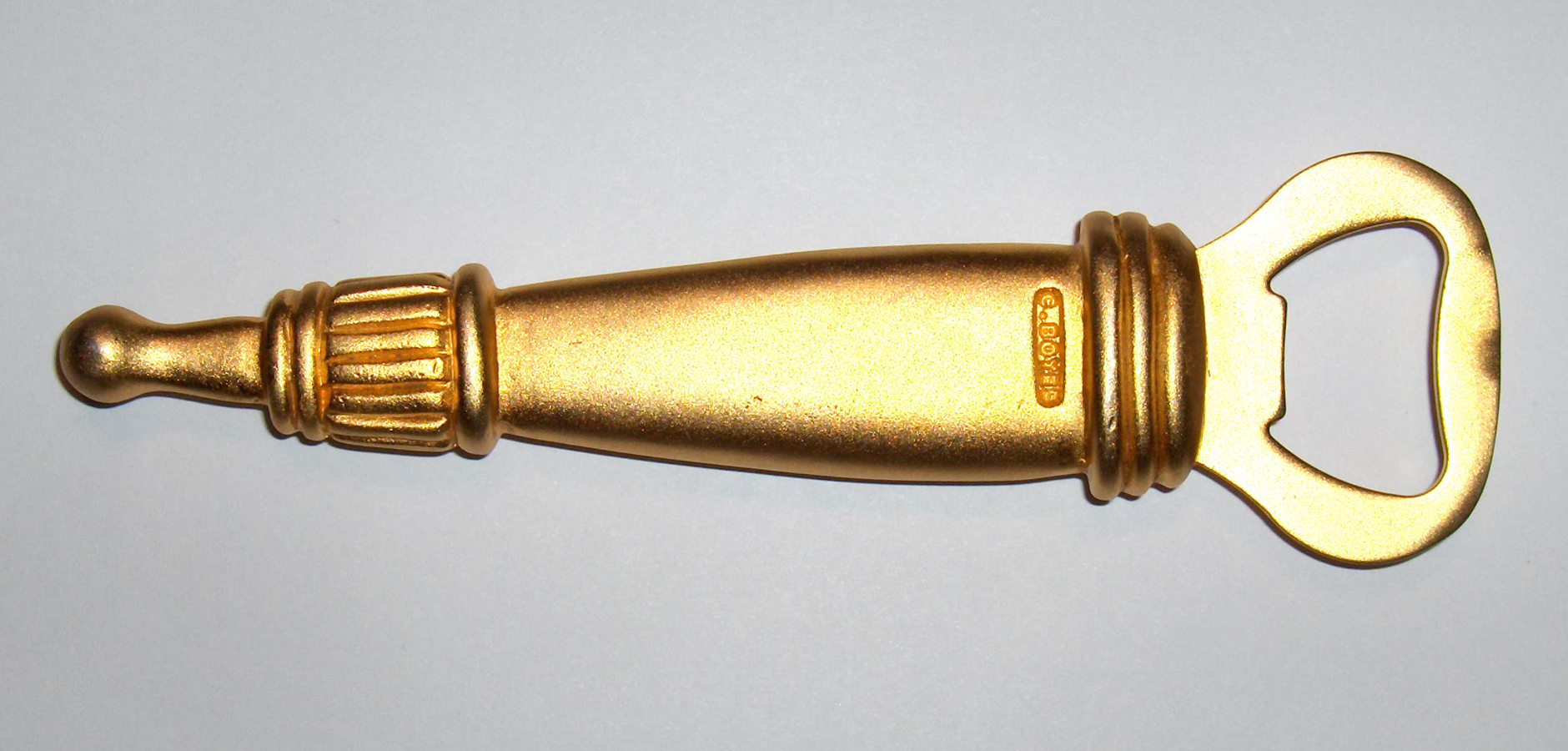
Позолоченная открывалка для бутылок из сериала «Тайны Ниро Вульфа»

- Из всех напитков Вульф более всего предпочитает пиво, которое он пьёт начиная с утра, после возвращения из оранжереи, и до самого вечера. Чтобы подсчитать количество выпитого, он аккуратно собирает крышечки от бутылок[36]. В первом романе «Фер-де-Ланс» указано, что ежедневно он потребляет шесть кварт (5,7 литра) пива, но в последующих произведениях эта цифра снижается до пяти (4,7 литра)[37]. Соответственно, ежедневная норма Вульфа колеблется от 13 до 16 бутылок пива. В более поздних произведениях Вульф складывает крышечки от выпитых бутылок в выдвижной ящик стола, чтобы пересчитать вечером, не превысил ли он установленную для себя квоту. Гудвин теряется в догадках, не мухлюет ли Вульф с крышечками, но ни разу не смог подловить патрона на этом. Для открывания бутылок у Вульфа имеется в ящике стола золотая открывалка, подаренная Марко Вукчичем.
- Вульф угощает посетителей отборными сортами виски, коньяков, арманьяков, дорогими марочными винами. Каждый раз, готовясь к приёму посетителей, Арчи устраивает мини-бар на дальнем столике[27]. Скуповатому Гудвину такое отношение к расходам кажется сибаритством. При этом он пеняет шефу, что стоимость дорогущего пойла совершенно обоснованно можно внести в список накладных расходов[38]. Однако Вульф непреклонен. Он настаивает, чтобы выпивка всегда была наилучшего качества (при обсуждении с Фрицем и Арчи предстоящих закупок провизии), причем угощение посетителей должно происходить только за его счёт. Единственным напитком, который Вульф не выносит, является джин. Джин, хотя и хранится в доме, никогда не выставляется вместе с другими напитками. Его приносит Фриц по звонку Вульфа, и то, если посетитель специально попросит об этом.
- Вульф не курит. Более того, он не выносит курящих людей. Ещё больше Вульфу ненавистна пепельница с раздавленным в ней окурком. Несмотря на лень, он сам, если Арчи нет поблизости, выкарабкивается из кресла и идёт мыть пепельницу в ванную комнату. Если клиент закуривает в кабинете Вульфа, к сумме гонорара сразу может приписаться пара нулей, причём клиент так и не узнаёт, почему. Инспектор Кремер, видимо, знает об этом, потому что никогда не раскуривает сигары в присутствии Вульфа[39]. Единственный человек, которому дозволяется курить в кабинете, это Сол Пензер.
- Любимый цвет Вульфа — жёлтый. У него жёлтые простыни, жёлтые рубашки, жёлтая пижама. Шторы и обои в кабинете Вульфа тоже жёлтого цвета. Перед его письменным столом стоят кресла, обтянутые жёлтой кожей, кроме одного — красного цвета, предназначенного для клиента.
- Вульф очень сдержан в проявлении эмоций. Гудвин, наблюдая на ним много лет, выяснил для себя, что высшей похвалой в устах Вульфа являются слова: «Довольно удовлетворительно» или «Весьма приемлемо». Вульфово «Совершенно неприемлемо» означает катастрофу, полный провал, абсолютный отказ. Когда Вульф возбуждён, нащупав лазейку для дальнейшего расследования, догадаться об этом можно лишь потому, что он начинает рисовать мизинцем или безымянным пальцем правой руки крохотный кружок на подлокотнике кресла. Если Вульф доволен, он «изо всех сил старается не светиться от удовольствия». В ярости у Вульфа дёргается жилка за правым ухом.
- Единственный человек, которому Вульф кланяется, сгибаясь в пояснице — это Фриц Брённер. Так Вульф благодарит своего повара за превосходную еду. Поклон Вульфа клиентам — кивок «в одну восьмую дюйма». Вздёрнутый уголок рта означает у Вульфа усмешку, а появление складок на щеках — широкую улыбку. Вульф грозит клиенту пальцем, если уличает его в неточности, и переворачивает руку ладонью вверх, если хочет представить слушателям новый аспект своих рассуждений. Вульфово пожимание плечами — это поднятие их на ту же «одну восьмую». Когда Гудвин пишет, что Вульф «яростно потряс головой», это означает, что его шеф просто повернул голову на дюйм вправо, потом на дюйм влево.
- Если Вульф хочет узнать точное время, он спрашивает об этом Гудвина. Ведь для того, чтобы посмотреть на настенные часы, ему приходится поворачивать голову на целую четверть.
- Вульф не переносит физического контакта с кем бы то ни было. Поэтому он терпеть не может «пробираться сквозь толпу», а если ему и приходится это делать, он пускает впереди себя Гудвина в качестве ледокола. Именно поэтому он всячески уклоняется от рукопожатий, но если уж жмёт руку кому-то, то рукопожатие у него сильное.
- На протяжении всего цикла романов Вульф демонстрирует неприязнь к женщинам. Некоторые намёки в тексте, особенно в ранних произведениях, объясняют эту его особенность неудачным любовным опытом, пережитым в молодости (однако однажды Вульф признался, что никогда не был до беспамятства влюблён). Собственно, Вульф испытывает неприязнь не к женщинам в целом, но к их привычке впадать в истерику[40]. Кроме того, он не переносит вида женских слёз. В романе 1939 года «Только через мой труп» присутствует его приёмная дочь, она же затем сыграет важную роль в романе 1954 года «Чёрная гора».
- Вульф отличается чрезвычайно тонкими кулинарными пристрастиями и способен питаться только блюдами, приготовленными Фрицем Брённером, либо теми, которые подают в ресторане «Рустерман», заведении его старинного друга Марко Вукчича. Более того, он и сам искусный повар — в повести «Иммунитет к убийству» его приглашают приготовить форель для иностранного посла, причём упоминается, что он автор изысканного салата, распространённого в меню европейских ресторанов. По страницам романов разбросано столько описаний изысканных блюд, что Рекс Стаут с помощью своих друзей в 1973 году даже опубликовал специальную «Поваренную книгу Ниро Вульфа»[41]. В переводах романов Стаута на русский язык, особенно сделанных в 1990-е годы, в описании блюд и ингредиентов сделана масса ошибок (а иногда они просто выброшены частично или полностью). Поэтому был написан адаптированный для российского читателя вариант этой книги: «За столом с Ниро Вульфом, или Секреты кухни великого сыщика. Кулинарный детектив»[42]. Помимо адаптации ингредиентов, в книге подробно рассказывается о проблемах при переводе кулинарной терминологии; для всех блюд указаны сначала 1-2 варианта перевода, затем даётся правильный перевод и рецепт.
- Время от времени с Вульфом случаются «кулинарные загулы», которые приводят Гудвина в ужас. Вульф совершенно отключается от всех текущих дел, в том числе от своей работы. Стоны и увещевания Гудвина шеф просто не слышит. Вульф прочно обосновывается на кухне у Фрица и принимается вместе с ним обсуждать невероятно заумные рецепты, а также составлять списки продуктов и ингредиентов для этих рецептов. Фриц воспринимает такие «загулы», как радостный праздник, когда можно блеснуть своим мастерством. Он даже обижается на Гудвина, если тому удаётся «вытащить за шкирку» Вульфа из кухни. Гудвин знает об этом свойстве психики Вулфа и всегда «сторожит» своего шефа, стараясь по мельчайшим признакам угадать приближение грозного явления. Иногда ему удаётся предотвратить срыв, иногда эти «загулы» длятся по две недели и больше.
- Вульф никогда не берётся расследовать дела только в двух случаях: когда его просят предотвратить покушение[43] и когда один из супругов просит выследить другого.
- Вульф терпеть не может работать[44]. Однако штат профессиональных служащих и содержание оранжереи обходятся недёшево, поэтому он запрашивает за свои услуги непомерно высокие гонорары, что нередко озадачивает его клиентов[45]. Гудвину приходится пускаться во все тяжкие, чтобы заставить Вульфа работать — либо докладами о стремительно тающем банковском счёте, либо угрожая уволиться, либо просто припирая шефа к стенке, усадив клиента в красное кресло и предлагая Вульфу отказать посетителю самому.
- По собственному признанию Вульфа, он знает шесть-восемь языков[46][47]. Кроме родного сербского и английского, Вульф в романах общается на французском, итальянском и испанском[48] языках. Какие три оставшиеся языка — неизвестно. Есть предположение, что эти языки — арабский (у Вульфа в Египте в собственности находится дом, и вдобавок он сидел в алжирской тюрьме), немецкий (во время Первой Мировой войны Вульф работал на австрийское правительство) и албанский. Кроме того, Вульф читает одной из клиенток стихотворение на венгерском[49].
- Вульф много читает. Причём часто читает три книги сразу, что невообразимо бесит Гудвина, который уверен, что это делается именно с целью покичиться своей гениальностью. К книгам Вульф тоже относится по-разному. Самые лучшие, по его мнению, книги он никогда не читает вместе с другими, и, прерывая чтение, закладывает страницы закладкой из чистого золота (подарок благодарного клиента). Книги второго сорта он закладывает полоской бумаги, оторванной от ежедневной газеты. В книгах третьего сорта он просто загибает углы. Есть ещё особая категория книг — самых любимых — которые удостоены чести храниться в личной комнате Вульфа. Их он читает перед сном. Несколько книг Вульф приобрёл специально, чтобы разодрать и сжечь в камине. Так он выражает несогласие с автором.
- Отношение Вульфа к религии двоякое. Когда убили клиента Вульфа, он отказался пойти в церковь на отпевание, назвав это «тихим и молчаливым поклонением страху смерти»[18]. Однако это не мешает ему произнести «Хвала небесам», когда кровообращение у него в ногах восстановилось после неудобной ночёвки в стогу сена[50]. У Вульфа в кабинете, на полке, стоят девять Библий разных издательств и лет выпуска. Он их никогда не читает и всего однажды цитирует[51], скорее всего, держит из коллекционных соображений. Но однажды он заставил посетительницу поклясться на Библии[52], когда не было возможности установить, говорит она правду или лжёт. В книге «Чёрная гора» Вульф кладёт на глаза своего убитого друга Марко Вукчича старинные динары, объясняя это обещанием, данным много лет назад.
- У Вульфа, равно как и у Шерлока Холмса, имеется свой Лестрейд — инспектор полиции Кремер. Отношения между Вульфом и Кремером складываются непросто. Бывают дни, когда Кремер сидит у Вульфа в кабинете, пьёт вместе с хозяином пиво и жалуется на взбучку от начальства из-за тупика, в котором оказался[18][53]. Иногда их отношения — прямое сотрудничество, когда они делятся сведениями, который каждый получил по своим каналам[54][55]. Случается так, что Кремер обрушивает на Вульфа всю мощь закона, опечатав его кабинет как место преступления[56]. И хотя Кремер недолюбливает Вульфа, он вынужден относиться к нему с огромным уважением, так как Вульфу удаётся распутывать самые безнадёжные дела. Практически всегда Вульф произносит финальную речь, обличающую преступника, в присутствии Кремера и его помощника Перли Стеббинса, чтобы они могли незамедлительно произвести арест. В некоторых произведениях Вульф выступает в роли Немезиды, когда преступник вычислен, но доказательств для его осуждения нет. Вульф создаёт ситуацию, когда убийца либо гибнет от рук других, либо заканчивает жизнь самоубийством[18][21][32][57][58][59].
- Как отмечал профессор Дональд Каган: «Ниро Вулф и Арчи — это более сложная и приятная версия отношений Шерлока Холмса и доктора Ватсона»[60].

## Дом Вульфа

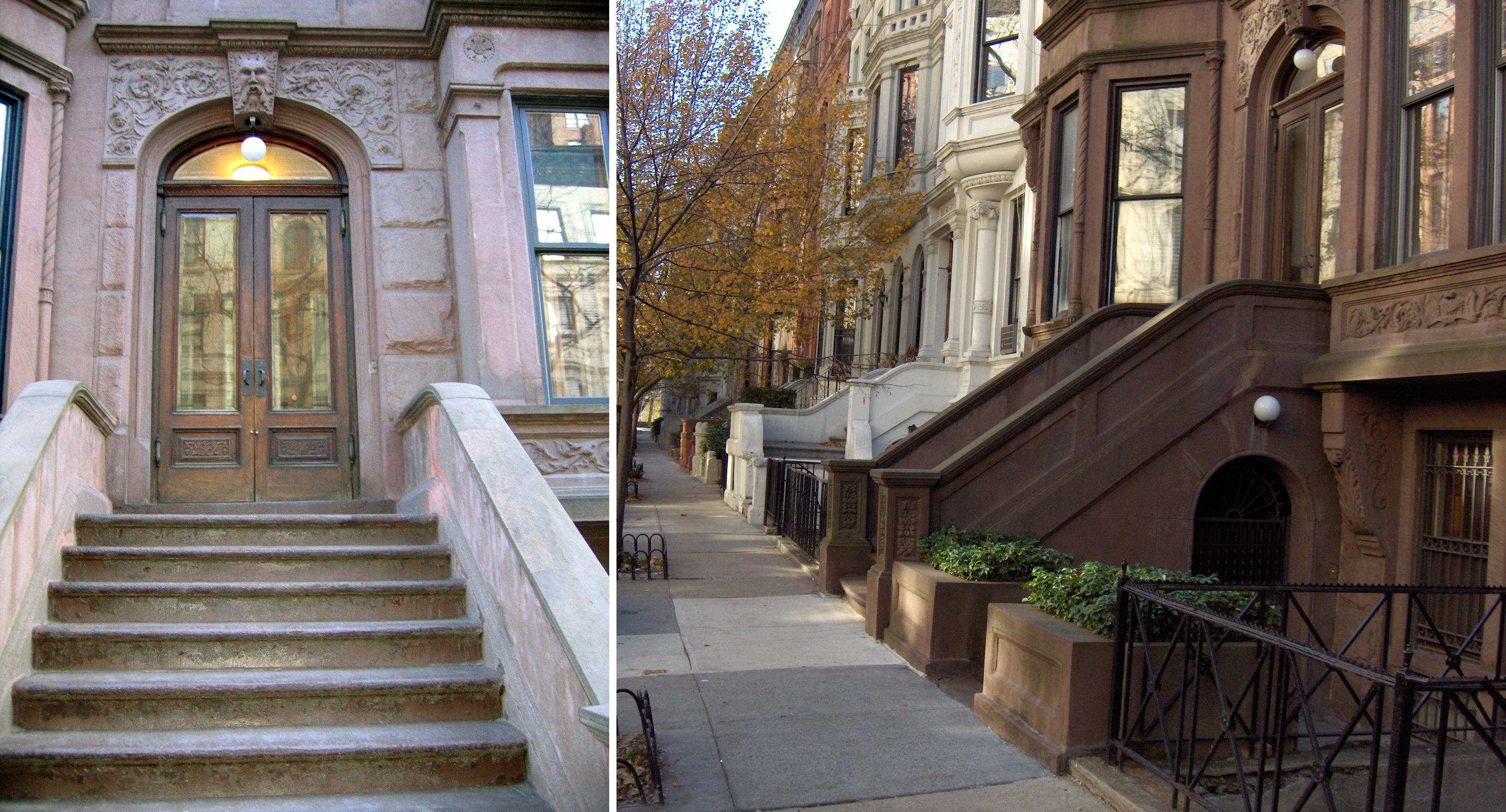
Манхэттенский дом-браунстоун, сыгравший роль особняка Ниро Вульфа в сериале «Тайны Ниро Вульфа»

Вульф живёт в старом особняке из коричневого песчаника, дом номер 914 (хотя в романах встречаются и иные упоминания о точном адресе Вульфа) на Западной Тридцать пятой улице в квартале от реки Гудзон в Нью-Йорке.
Дом находится в квартале, ограниченным Десятой и Одиннадцатой Авеню, причём гараж, где детективы держат свой автопарк (седан Ниро Вульфа и родстер Арчи Гудвина), расположен за углом, на Десятой Авеню.
У дома есть внутренний двор, где Фриц Брённер сушит выстиранную одежду и «пытается выращивать кое-какую зелень». Из внутреннего двора калитка в дощатом заборе ведёт в проход между домами, на Тридцать четвёртую улицу. Чтобы покинуть дом через эту калитку, никакого ключа не требуется — достаточно повернуть маховичок механизма замка. Но с улицы попасть на задний двор без ключа не удастся. Точно так же без ключа не отпереть заднюю дверь дома.
- Подвал — комната Фрица, ванная, кладовая и комната с бильярдным столом[63]. Из подвала, преодолев пять ступенек и отомкнув заднюю дверь, можно попасть на задний двор. Эта дверь снаружи открывается ключом, а изнутри её можно открыть, просто повернув механизм замка. Кроме того, из подвала есть ещё один выход на улицу — это чёрный ход.
- Первый этаж
  - Крыльцо — входная дверь со стеклом, прозрачным только в сторону улицы. Для того, чтобы подняться к ней со стороны улицы, необходимо преодолеть семь ступенек. Крыльцо освещается наружной лампой, которая включается изнутри, из прихожей.
  - Чёрный ход — слева от крыльца пять ступенек ведут вниз, заканчиваясь забетонированной площадкой. Отомкнув кованную металлическую решётку, пройдя по длинному коридору и повернув направо, можно попасть в подвал.
  -  Прихожая — в прихожей находится деревянная дубовая вешалка с зеркалом, где посетители оставляют свои пальто и шляпы. Рядом с вешалкой стоят пуфик и стул[64]. Справа — лестница, ведущая на верхние этажи. Рядом с лестницей персональный лифт Вульфа. Лифт ходит с первого этажа до оранжереи на крыше. Слева, напротив лестницы — дверь, ведущая в гостиную. Чуть дальше, справа — дверь, ведущая в столовую. Ещё дальше, слева — дверь в кабинет Вульфа. В дальнем конце прихожей — небольшой коридор, сворачивающий направо, по которому можно попасть на кухню или в столовую. В этом коридоре находится альков (ниша), из которой можно подсматривать и подслушивать то, что делается и говорится в кабинете Вульфа. В стене, на уровне глаз Вульфа и Гудвина, прорезано прямоугольное отверстие высотой семь и шириной в 12 дюймов (17,78х30,48 см). Со стороны алькова отверстие закрывается сдвижной филёнкой, а со стороны кабинета оно замаскировано картиной с изображением водопада[65].
  - Гостиная — слева находится небольшая гостиная, соединённая звуконепроницаемой дверью с кабинетом, имеющая свой туалет и ванную. В гостиной два окна, несколько кресел, кушетка, журнальный столик. Напротив окон расположен небольшой камин, в котором Вульф сжигает особо не понравившиеся ему книги. Гостиной Вульф пользуется редко, в основном она используется Гудвином для того, чтобы посетители, которые не должны встречаться, не столкнулись нос к носу в прихожей.
  - Кабинет — следующая дверь, из прихожей — налево, ведёт в знаменитый кабинет Вульфа, оформленный в жёлтых тонах. 
Посреди кабинета, ближе к окнам, расположен письменный стол Вульфа с гигантским креслом, выполненным на заказ специально для хозяина кабинета. Кресло стоит в простенке между окнами; над ним укреплён светильник для чтения. 
На столе расположены: светильник для работы с документами, телефонный аппарат, спаренный с телефоном Гудвина (телефонный номер: Брайант (Bryant), 9-28-28[66]), перекидной календарь, пресс-папье из нефрита, «которым одна особа размозжила голову мужу»[67], звонок для подачи сигналов на кухню, а также выключатель телевизора. Стол украшает ваза, в которой Гудвин ежедневно меняет воду. В эту вазу Вульф ставит несколько свежесрезанных орхидей, когда спускается в кабинет из оранжереи. 
Перед столом Вульфа стоят в ряд: одно красное кресло — для клиента, и несколько жёлтых, где садятся другие посетители. Под правой рукой посетителя в красном кресле стоит небольшой столик. Некоторые посетители на этом столике подписывают чеки, некоторые ставят на него стакан с выпивкой, а инспектор Кремер бросает на него свою шляпу. Инспектор Кремер всегда садится именно в красное кресло, даже если ему приходится выгнать из этого кресла посетителя Вульфа. Перли Стеббинс, наоборот, никогда в него не садится, даже если есть такая возможность. 
Стол Арчи Гудвина находится сбоку от стола Вульфа, по правую руку Вульфа, так что детективы могут смотреть друг на друга, почти не поворачивая головы. Пишущая машинка Гудвина находится у него за спиной, на отдельном столике, и чтобы начать печатать, он разворачивается на своём вращающемся стуле на 180 градусов. Над печатным столиком, на стене, укреплено зеркало высотой в четыре, а шириной — в шесть футов. Через него Арчи видит, что делается у него за спиной, когда печатает. Кушетка расположена возле двери в ванную, за спиной Гудвина. 
На правой от входа стене висит картина с водопадом, маскирующая отверстие, через которое можно видеть и слышать, что происходит в кабинете.
Одна из достопримечательностей кабинета — гигантский глобус диаметром больше трёх футов. Кроме того, в кабинете есть сейф, кушетка, столик для напитков. 
Стены кабинета скрывают книжные полки, на которых множество книг. Здесь можно найти как справочную литературу, так и художественную, для чтения Вульфа. Из справочников Гудвин наиболее часто листает «Кто есть кто в Америке», пользуется справочником по ядам. Иногда, заспорив с Вульфом о значении того или иного слова, он заглядывает в Британскую энциклопедию. Художественную литературу Гудвин не читает, а если открывает, то только для того, чтобы уяснить для себя некое упомянутое шефом замечание или цитату.
Пол кабинета Вульфа украшает ширванский ковёр размером 24х14 футов. 
В кабинете есть радиоприёмник, в более поздних произведениях появляется телевизор.
  - Коридор — прихожая выходит в небольшой коридор, соединяющий кухню и столовую. В коридоре около кухни есть закуток (альков), из которого можно наблюдать за кабинетом через специальное отверстие, расположенное на уровне глаз Ниро Вульфа. Со стороны закутка отверстие закрыто дощечкой (пластинкой), в разных романах деревянной или металлической. Со стороны кабинета отверстие замаскировано картиной с водопадом.
  - Кухня — это епархия Фрица, на ней он не позволяет распоряжаться никому. Однажды Вульф поставил на кухне ещё одно гигантское кресло для себя. Фриц ничего не сказал, но на следующий день кресло исчезло в недрах подвала. Вульф, со своей стороны, никак не прокомментировал это исчезновение[68]. С той поры Вульф сидит на обычном стуле. На кухне имеются: два разделочных стола (отдельно для овощей, отдельно — для мяса и рыбы), небольшой обеденный стол для гостей и «перекуса» Вульфа и Гудвина, гигантский холодильник, «хитрый» сервант, открыв дверцу которого, можно подслушать разговоры в Южной комнате, плита с духовкой. Хлеб Фриц печёт сам. Ножи у Фрица бритвенной остроты, однако он никому не даёт ими пользоваться: Гудвин вынужден «пилить» стейк или бифштекс обычным столовым ножом.
  - Столовая — комната первого этажа, где едят Вульф и Гудвин. Иногда к ним присоединяется гость, посетитель, клиент или сотрудники Вульфа, находящиеся в доме во время трапезы. Во время трапезы запрещено говорить о делах, но можно разглагольствовать на отвлечённые темы, чем Вульф успешно занимается, читая лекции Гудвину или гостям. В столовой две двери: через одну можно выйти в прихожую (она расположена рядом с лифтом), вторая ведёт в коридор. Напротив этой двери расположена дверь на кухню, а пройдя по коридору, можно попасть в кабинет или вернуться в прихожую.
- Второй этаж — комната Вульфа, оборудованная сигнализацией. Здесь же имеется небольшая гостевая комната.
- Третий этаж — комната Арчи Гудвина (расположена прямо над комнатой Вульфа). Судя по всему, окна комнаты Гудвина выходят во внутренний двор, так как Гудвин не может видеть тех, кто приходит и уходит через главный вход дома.
 На третьем этаже расположена также часто упоминаемая Южная комната. Благодаря хитроумной системе вентиляции с кухни удаётся подслушать, о чём говорят в Южной комнате.
- Крыша — здесь расположена оранжерея, состоящая из трёх отделений с разным климатом, жилой комнатой Теодора и комнатой для окуривания растений.

## Экранизации

### Кино
После публикации романа «Фер-де-Ланс» в 1934 году несколько киностудий проявили интерес к приобретению прав на его экранизацию. Правообладателем стала кинокомпания Columbia Pictures, заплатившая 7500 долларов, и в 1936 году киностудия выпустила по мотивам романа фильм «Познакомьтесь с Ниро Вульфом». Режиссёром картины выступил Герберт Биберман, а главные роли исполнили Эдвард Арнольд (Ниро Вульф), Лайонел Стэндер (Арчи Гудвин), Джон Куален (повар Вульфа, которого в фильме нарекли Олафом) и Рита Хейворт (Мария Марингола, клиентка Вульфа).
В 1937 году на той же киностудии Columbia Pictures, которая сохранила за собой возможность приобретения прав на экранизацию продолжений романа, был поставлен фильм Эдварда Грина «Лига перепуганных мужчин» по мотивам одноимённой книги. Роль Гудвина снова досталась Стэндеру, а Вульфа сыграл Уолтер Коннолли.
Несмотря на положительную прессу, Стаут остался недоволен подбором актёров и в первом, и во втором фильме — особенно Стэндером. По мнению писателя, Стэндер был способным актёром, но не подходил на роль Арчи Гудвина. После второго фильма Стаут более не соглашался продавать Голливуду права на экранизации своих книг.

### Телевидение

#### Германия
В 1961 году в Германии вышел мини-сериал «Слишком много поваров» по мотивам одноимённого романа. Роль Вульфа исполнил Хайнц Клевенов, роль Арчи Гудвина — Иохим Фусбергер.

#### Италия
С 1969 по 1971 год на итальянском телевидении вышло 10 фильмов по романам Стаута. Роль Вульфа исполнил Тино Буачелли, роль Арчи Гудвина — Паоло Феррари.
- 1969 — Ниро Вульф: Яд в ателье (по роману «Красная шкатулка»)
- 1969 — Ниро Вульф: Закрытая схема (по роману «Если бы смерть спала»)
- 1969 — Ниро Вульф: Большая рыба (по роману «Звонок в дверь»)
- 1969 — Ниро Вульф: Во славу Цезаря (по роману «Где Цезарь кровью истекал»)
- 1969 — Ниро Вульф: Происшествие на охоте (по роману «Завещание»)
- 1969 — Ниро Вульф: Договор шестерых (по роману «Снова убивать»)
- 1970 — Ниро Вульф: Дом актёров (по повести «Подделка для убийства»)
- 1971 — Ниро Вульф: Прекрасная лгунья (по повести «Банальное убийство»)
- 1971 — Ниро Вульф: Шоколад бросает вызов (по роману «Гамбит»)
- 1971 — Ниро Вульф: Колбаски «меццанотте» (по роману «Слишком много поваров»)

В 2012—2013 году был выпущен телесериал « Ниро Вульф». Фильм включает в себя 8 эпизодов, основанных на романах Стаута.

#### США

Мори Чайкин в образе Ниро Вульфа

Так как Стаут счёл неудачными фильмы 1936 и 1937 годов, новые экранизации романов о Ниро Вульфе стали возможны в США только после смерти писателя. Так, в 1979 году вышел телефильм «Ниро Вульф» по мотивам романа «Звонок в дверь». Роль Вульфа исполнил Тэйер Дэвид, роль Арчи Гудвина — Том Мейсон. Фильм был номинирован на премию Эдгара Аллана По. Первоначально продюсеры рассчитывали выпустить сериал, но успели отснять только одну серию в 1977 году. Затем из-за смерти Дэвида проект был приостановлен. Спустя два года эта пилотная серия вышла отдельным телефильмом.
В 1981 году на канале NBC было показано 14 эпизодов сериала «Ниро Вульф». Роль Вульфа исполнил Уильям Конрад, роль Арчи Гудвина — Ли Хорсли. Сериал получил 2 номинации на премию «Эмми».
В 2001—2002 годах на канале A&E Network прошёл сериал из 28 (12 — 1 сезон и 16 — 2 сезон) эпизодов под названием «Тайны Ниро Вульфа». В 2002 году один из его эпизодов был номинирован на премию Эдгара Аллана По. Роль Вульфа исполнил Мори Чайкин, роль Арчи Гудвина — Тимоти Хаттон, причём Хаттон выступил ещё и в качестве исполнительного продюсера, и режиссёра нескольких эпизодов. В отличие от предыдущих фильмов, сюжетные линии сериала были близки к тексту оригинальных романов и не были адаптированы под современное время. Отличительная особенность сериала заключалась в том, что второстепенные актёры не были привязаны к роли. Например Кэри Матчетт сыграла не только подругу Гудвина Лили Роуэн, но и появилась ещё в десяти эпизодических женских ролях.

#### Россия
В 2001—2002 годах в России вышло пять двухсерийных телефильмов по мотивам романов Стаута, поставленных Евгением Татарским по сценарию Владимира Валуцкого. Роль Вульфа исполнил Донатас Банионис, роль Арчи Гудвина — Сергей Жигунов.
1. Пока я не умер (2001, по повести «Прежде, чем я умру»)
2. Летающий пистолет (2001, по повести «Пистолет с крыльями»)
3. Голос с того света (2002, по роману «Умолкнувший оратор»)
4. Дело в шляпе (2002, по роману «Дело о скрученном шарфе»)
5. Воскреснуть, чтобы умереть (2002, по повести «Оживший покойник»)

В 2005 году вышел телесериал «Новые приключения Ниро Вульфа и Арчи Гудвина» режиссёра Виктора Сергеева.
1. Подарок для Лили (по роману «Чёрные орхидеи»)
2. Последняя воля Марко (по роману «Чёрная гора»)
3. Слишком много женщин (по роману «Слишком много женщин»)
4. Тайна красной шкатулки (по роману «Красная шкатулка»)

## Влияние
В 1979 году в Сан-Марино была выпущена почтовая марка с изображением Вульфа. Прежде, в 1972 году, в Никарагуа в серии марок, посвящённых юбилею ИНТЕРПОЛа, была выпущена марка с портретом Ниро Вульфа и пояснительным текстом на обороте.
Существует литературная премия Ниро Вульфа, которая вручается за вклад в детективную литературу.